# Francesco Speroni
Francesco Enrico Speroni (Busto Arsizio, 4 ottobre 1946) è un politico italiano, ministro per le riforme istituzionali nel governo Berlusconi I dall'11 maggio 1994 al 17 gennaio 1995.

## Studi e attività lavorative
Dopo il diploma di maturità, si laurea in scienze politiche nel 1975. Speroni ha lavorato come tecnico di volo per l'Alitalia dal 1970 al 1997, restando in aspettativa sin dal 1989. Ha dichiarato di essere andato in pensione a 50 anni.
Nel 1999 ha conseguito una seconda laurea in giurisprudenza a Milano e nel maggio 2011, dopo 12 anni, ha passato l'esame da avvocato in Belgio, "perché in Italia è molto più difficile mentre in Belgio l'esame, non dico sia all'acqua di rose, ma insomma è certamente più facile". È iscritto all'ordine francofono del foro di Bruxelles ed è socio dello studio legale di famiglia dell'eurodeputata e avvocata Isabella Tovaglieri.
Grande appassionato di aeronautica, fa parte del comitato scientifico di Volandia, il parco-museo del volo fondato negli edifici delle storiche Officine Caproni 1910.

## Carriera politica
Speroni è stato presidente nazionale della Lega Lombarda dal 1991 al 1993, succedendo a Franco Castellazzi, confluendo poi nella Lega Nord. Dal 1997 al 2001 è il primo presidente del Parlamento del Nord. In precedenza ha ricoperto anche l'incarico di  "primo ministro della Padania" succedendo a Mario Borghezio. Alla riapertura del Parlamento il 4 dicembre 2011 sotto il Governo Monti è nominato Ambasciatore del Parlamento del Nord (carica che sostituisce quella di primo ministro della Padania già ricoperta in passato).

### Incarichi locali
È stato consigliere comunale di Albizzate (1986), Samarate (1987-1990) e Busto Arsizio (dal 1990); a Busto Arsizio ha ricoperto anche la carica di presidente del Consiglio comunale, dal 1993 al 2011.

### Eurodeputato della Lega Lombarda (1989-1994)
Nel 1989 è eletto per la prima volta europarlamentare, assieme a Luigi Moretti, per la lista Lega Lombarda - Alleanza Nord, primo passo del processo federativo che nel mese di novembre dello stesso anno sfocerà nella creazione della Lega Nord, di cui è uno dei dieci padri fondatori. È stato capogruppo della Lega Nord al Parlamento europeo dal 1989 al 1992 (succeduto da Luigi Moretti).
Viene eletto consigliere regionale alle elezioni regionali in Lombardia del 1990.
Da consigliere regionale lombardo sposta la residenza da Busto Arsizio a Roma per ottenere il rimborso di trasferta (un milione di lire), sostenendo di averlo fatto "per far cambiare la norma in vigore" Lascia il consiglio regionale nel 1991.

### Senatore della Lega Nord (1992-1999)

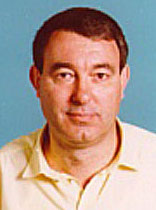
Francesco Speroni nel 1996

Alle elezioni politiche del 1992 è eletto senatore della Lega Nord. In seguito è nominato membro dell'Assemblea parlamentare del Consiglio d'Europa e dell'Unione Europea Occidentale (1994-1995) e (1996-2000). Speroni è stato capogruppo della Lega Nord al Senato dal 1992 al 1993 (succeduto da Francesco Tabladini) e dal 1996 al 1998 (succeduto da Luciano Gasperini).
Dal 1997 al 1999 Speroni è anche consigliere provinciale a Varese.

#### Ministro del governo Berlusconi I (1994-1995)
Nel 1994 entra a far parte del Governo Berlusconi I come Ministro senza portafoglio per le riforme istituzionali e la devoluzione, una posizione a cui aveva fortemente aspirato Gianfranco Miglio. Tra i progetti a cui ispirarsi, Speroni cita le costituzioni svizzera, tedesca e statunitense, ma anche quella degli Emirati Arabi Uniti.
Nel luglio 1994 Berlusconi lo nomina alla testa di un comitato di studio sulle riforme istituzionali, elettorali e costituzionali, composto da 16 accademici (cosiddetto "Comitato Speroni"). Il comitato approva un testo di revisione costituzionale composto da 50 articoli, ma la caduta del Governo, nel dicembre del 1994, non consente di aprire una discussione sulle proposte.
Speroni ha presentato il progetto al Senato (AS n. 1403) nella XII legislatura sotto forma di iniziativa parlamentare, tuttavia il Senato non ha mai avviato l'esame della proposta.

Il 23 aprile 1995 è il candidato della Lega Nord per la Presidenza della Regione Lombardia, per la quale ottiene il 17,7% dei voti.

### Eurodeputato Lega Nord (1999-2014)
Nel 1999, 2004 (32.045 preferenze) e 2009 (19.700 preferenze) è eletto deputato al Parlamento europeo per la lista della Lega Nord nella circoscrizione Nord-ovest. Nell'occasione, sceglie come proprio assistente parlamentare Riccardo Bossi, primogenito di Umberto.
È di nuovo capogruppo della Lega Nord al Parlamento europeo dal 1999 al 2004 (succeduto da Mario Borghezio), e ancora a partire dal 2009.
Nel 2002-2003, è nominato rappresentante del governo Berlusconi II alla Convenzione europea.
Speroni, a Strasburgo, è membro della Commissione giuridica, della Commissione per gli affari esteri, della Sottocommissione per i diritti dell'uomo, della Delegazione alla commissione parlamentare mista UE-Messico, della Delegazione per le relazioni con la Penisola coreana, della Delegazione per le relazioni con i paesi della Comunità andina, della Delegazione per le relazioni con il Mercosur, della Delegazione all'Assemblea parlamentare paritetica ACP-UE e della Delegazione all'Assemblea parlamentare Euromediterranea.
È stato eletto presidente, con Nigel Farage, del gruppo Europa della Libertà e della Democrazia il 1º luglio 2009.
In seguito alla vittoria dei "no" al referendum costituzionale del 2006, che ha impedito l'entrata in vigore della riforma costituzione sulla devolution, ha dichiarato il suo "schifo" per gli italiani e l'Italia che "non vuole essere moderna".
Nel 2011, in linea con Roberto Castelli, propone di sparare sui barconi provenienti da Tunisia e Libia, ma si dichiara anche a favore dell'intervento militare in Libia Sul massacro di Utøya, a difesa di Mario Borghezio, ha sostenuto che "le idee di Breivik sono a difesa della civiltà occidentale".
Ha dichiarato di guadagnare, come europarlamentare, "tra i 7 e gli 8 mila euro netti al mese".
Non è ricandidato alle Elezioni europee del 2014.

## Vicende giudiziarie
Speroni è stato imputato a Verona insieme a Roberto Maroni e ad altri 44 leghisti, con le accuse di attentato contro la Costituzione e l'integrità dello Stato e creazione di struttura paramilitare fuorilegge. Ma i primi due reati sono stati ampiamente ridimensionati dalla Legge 24 febbraio 2006, n. 85 varata dal centrodestra allo scadere della legislatura. Anche il divieto di associazioni di carattere militare previsto dal Decreto Legislativo 14 febbraio 1948, n. 43 è stato poi abrogato dal Decreto Legislativo 15 marzo 2010, n. 66 (art. 2268, c. 1, punto 297).
Speroni è stato inoltre coinvolto nella vicenda degli assegni "protestati" legati alla Fondazione Stati Generali del Nord onlus.

## Il libro sui suoi 40 anni da leghista
Nel mese di aprile del 2024, in concomitanza con l'anniversario dei quarant'anni di fondazione della Lega, proprio Speroni ha raccontato la sua storia personale e politica e quella del Carroccio al giornalista e scrittore Marco Linari, dando corpo al volume autoprodotto "Il Volo Padano".